# Saltos ornamentais nos Jogos Pan-Americanos de 2011 - Trampolim de 3 m individual feminino
A competição do trampolim de 3 m individual feminino foi um dos eventos dos saltos ornamentais nos Jogos Pan-Americanos de 2011, em Guadalajara. Foi disputada no Centro Aquático Scotiabank no dia 28 de outubro.
A prova foi vencida pela mexicana Laura Sánchez, seguida pela estadunidense Cassidy Krug. A medalha de bronze foi conquistada pela porta-bandeira da delegação do México, Paola Espinosa.

## Calendário
Horário local (UTC-6).
| Data          | Horário | Fase         |
| ------------- | ------- | ------------ |
| 28 de outubro | 10:00   | Preliminares |
| 28 de outubro | 21:10   | Finais       |

## Medalhistas
| Ouro   | MEX Laura Sánchez  |
| Prata  | USA Cassidy Krug   |
| Bronze | MEX Paola Espinosa |

## Resultados

### Preliminares
As doze saltadoras mais bem colocadas nas preliminares, avançaram para as finais da competição.
| Pos. | Saltadora           | País               | Pontos  | Pontos  | Pontos  | Pontos  | Pontos  | Pontos | Pontos | Pontos |
| Pos. | Saltadora           | País               | Salto 1 | Salto 2 | Salto 3 | Salto 4 | Salto 5 | Total  | Obs.   |        |
| ---- | ------------------- | ------------------ | ------- | ------- | ------- | ------- | ------- | ------ | ------ | ------ |
| 1    | Cassidy Krug        | USA Estados Unidos | 72.00   | 65.10   | 67.50   | 64.50   | 76.50   | 345.60 | Q      |        |
| 2    | Laura Sánchez       | MEX México         | 70.50   | 58.50   | 60.00   | 77.50   | 73.50   | 340.00 | Q      |        |
| 3    | Jennifer Abel       | CAN Canadá         | 64.50   | 71.30   | 57.00   | 76.50   | 70.50   | 269.30 | Q      |        |
| 4    | Paola Espinosa      | MEX México         | 56.00   | 39.00   | 60.00   | 76.50   | 72.00   | 303.50 | Q      |        |
| 5    | Juliana Veloso      | BRA Brasil         | 49.60   | 59.50   | 63.00   | 61.50   | 63.00   | 295.60 | Q      |        |
| 6    | Emilie Heymans      | CAN Canadá         | 35.00   | 54.00   | 64.50   | 69.00   | 66.00   | 288.50 | Q      |        |
| 7    | Kassidy Cook        | USA Estados Unidos | 34.50   | 69.00   | 52.70   | 67.50   | 51.00   | 274.70 | Q      |        |
| 8    | Diana Pineda        | COL Colômbia       | 46.80   | 58.05   | 33.60   | 54.00   | 63.80   | 256.25 | Q      |        |
| 9    | Carolina Murillo    | COL Colômbia       | 56.70   | 44.80   | 54.00   | 32.20   | 54.60   | 242.30 | Q      |        |
| 10   | Daylet Valdes       | CUB Cuba           | 58.05   | 33.60   | 49.50   | 39.00   | 48.00   | 228.15 | Q      |        |
| 11   | María Betancourt    | VEN Venezuela      | 46.80   | 63.00   | 28.00   | 39.20   | 48.00   | 228.05 | Q      |        |
| 12   | Luisa Jiménez       | PUR Porto Rico     | 46.80   | 21.00   | 44.80   | 55.35   | 56.00   | 223.95 | Q      |        |
| 13   | Paula Sotomayor     | CHI Chile          | 32.40   | 49.95   | 47.60   | 33.60   | 31.25   | 194.80 |        |        |
| 14   | Bruna Mangueira     | BRA Brasil         | 52.65   | 37.50   | 46.20   | 25.20   | 19.50   | 181.05 |        |        |
| 15   | Yoslaidi Herrera    | CUB Cuba           | 48.60   | 0.00    | 22.40   | 37.50   | 40.50   | 149.00 |        |        |
|      | Beannelys Velásquez | VEN Venezuela      |         |         |         |         |         | DNF    |        |        |

### Finais
As pontuações conquistadas na fase preliminar não foram somadas a pontuação final da competição.
| Pos.              | Saltadora        | País               | Pontos  | Pontos  | Pontos  | Pontos  | Pontos  | Pontos | Pontos |
| Pos.              | Saltadora        | País               | Salto 1 | Salto 2 | Salto 3 | Salto 4 | Salto 5 | Total  |        |
| ----------------- | ---------------- | ------------------ | ------- | ------- | ------- | ------- | ------- | ------ | ------ |
| Medalha de ouro   | Laura Sánchez    | MEX México         | 76.50   | 67.50   | 72.00   | 80.60   | 78.00   | 374.60 |        |
| Medalha de prata  | Cassidy Krug     | USA Estados Unidos | 81.00   | 66.65   | 76.50   | 76.50   | 72.00   | 342.65 |        |
| Medalha de bronze | Paola Espinosa   | MEX México         | 74.20   | 73.50   | 76.50   | 61.50   | 70.50   | 356.20 |        |
| 4                 | Kassidy Cook     | USA Estados Unidos | 66.00   | 67.50   | 74.40   | 69.00   | 72.00   | 348.90 |        |
| 5                 | Jennifer Abel    | CAN Canadá         | 73.50   | 79.05   | 43.50   | 75.00   | 76.50   | 347.55 |        |
| 6                 | Juliana Veloso   | BRA Brasil         | 68.20   | 64.50   | 58.50   | 67.50   | 69.00   | 327.70 |        |
| 7                 | Emilie Heymans   | CAN Canadá         | 75.00   | 57.40   | 57.00   | 64.50   | 72.00   | 325.90 |        |
| 8                 | Diana Pineda     | COL Colômbia       | 55.20   | 58.05   | 44.80   | 52.50   | 65.25   | 275.80 |        |
| 9                 | María Betancourt | VEN Venezuela      | 54.00   | 58.50   | 50.40   | 54.60   | 52.50   | 270.00 |        |
| 10                | Luisa Jiménez    | PUR Porto Rico     | 48.00   | 58.80   | 30.80   | 56.70   | 56.00   | 250.30 |        |
| 11                | Carolina Murillo | COL Colômbia       | 60.75   | 30.80   | 37.50   | 50.40   | 60.20   | 239.65 |        |
| 12                | Daylet Valdes    | CUB Cuba           | 56.70   | 26.60   | 45.00   | 57.00   | 36.00   | 221.30 |        |

### Remo
| S | Classificado(a) para as semifinais |    |                        | FA | Final A (disputa de medalhas) |  |  | FD | Final D (sem medalhas) |
| Q | Classificado(a) para as quartas    | FB | Final B (sem medalhas) | FE | Final E (sem medalhas)        |  |  |    |                        |
| R | Classificado(a) para a repescagem  | FC | Final C (sem medalhas) | FF | Final F (sem medalhas)        |  |  |    |                        |